# ژیان‌مرغک نازک‌پا
ژیان‌مرغک نازک‌پا (نام علمی: Zimmerius gracilipes) گونه‌ای از پرندگان از تیرهٔ ژیان‌مرغان است. در جنگل‌های نمناک غرب حوزه آمازون در ونزوئلا، کلمبیا، اکوادور، پرو، بولیوی و برزیل یافت می‌شود. تا همین اواخر، آن را شامل ژیان‌مرغک گویان به عنوان یک زیرگونه بود.